# Астафьев, Борис Николаевич
Борис Николаевич Астафьев (1897—1976) — советский прыгун в воду, тренер; Заслуженный мастер спорта СССР (1937), Заслуженный тренер СССР. Судья всесоюзной категории (1954). Отличник физической культуры (1947).

## Биография
Родился 20 апреля 1897 года.
Выступал за спортивное общество «Динамо». Чемпион СССР (1923, 1928, 1931) в прыжках в воду с вышки. Серебряный призёр чемпионата СССР в многоборье (1932).
Был одним из организаторов спортивной гимнастики в московском пролетарском спортивном обществе «Динамо». С начала 1930-х годов и по середину 1950-х годов был тренером в этом обществе. Среди его воспитанников — Галина Урбанович, гимнастка, чемпион Олимпийских игр 1952 года. Также тренировал И. Шефер, Т. Демиденко, Н. Кублицкую, Е. Бокову, Г. Минаичеву (Шаробидзе), А. Колтановского, В. Белякова, В. Лаврущенко и других.
Умер 30 апреля 1976 года в Москве. Похоронен на Ваганьковском кладбище (участок 14).

## Награды
- орден Трудового Красного Знамени (27.04.1957) — «за успехи, достигнутые в деле развития массового физкультурного движения в стране, повышения мастерства советских спортсменов, и успешное выступление на международных соревнованиях»
- медали
- орден Красного Знамени (15.01.1945)